# Bistum Lolland-Falster
| Bistum Lolland Falster        | Bistum Lolland Falster     |
| ----------------------------- | -------------------------- |
| Leitender Geistlicher:        | Bischöfin Marianne Gaarden |
| Propsteien:                   | 4                          |
| Gemeindeglieder:              | 84.469 (31. Dezember 2016) |
| Einwohner:                    | 103.542                    |
| Anteil der Ev. in % der Bev.: | 81,2 %                     |
| Offizielle Website:           | www.lfstift.dk/            |

Das Bistum Lolland–Falster (Dänisch: Lolland–Falsters Stift) ist ein Bistum der evangelisch-lutherischen Dänischen Volkskirche. Es umfasst Lolland und Falster sowie einige kleinere Inseln im Südosten von Dänemark. Es wurde 1803 vom Bistum Fünen abgetrennt. Mit (Stand 1. Januar 2017) 84.469 Gemeindegliedern, was 81,2 % der Wohnbevölkerung entspricht, ist es nach der Mitgliederzahl das kleinste dänische Bistum. Die Hauptkirche ist die Maribo Domkirke in Maribo, aber der Bischof residiert in Nykøbing Falster.
Seit dem 1. September 2017 amtiert Marianne Gaarden als Bischöfin.

## Gliederung

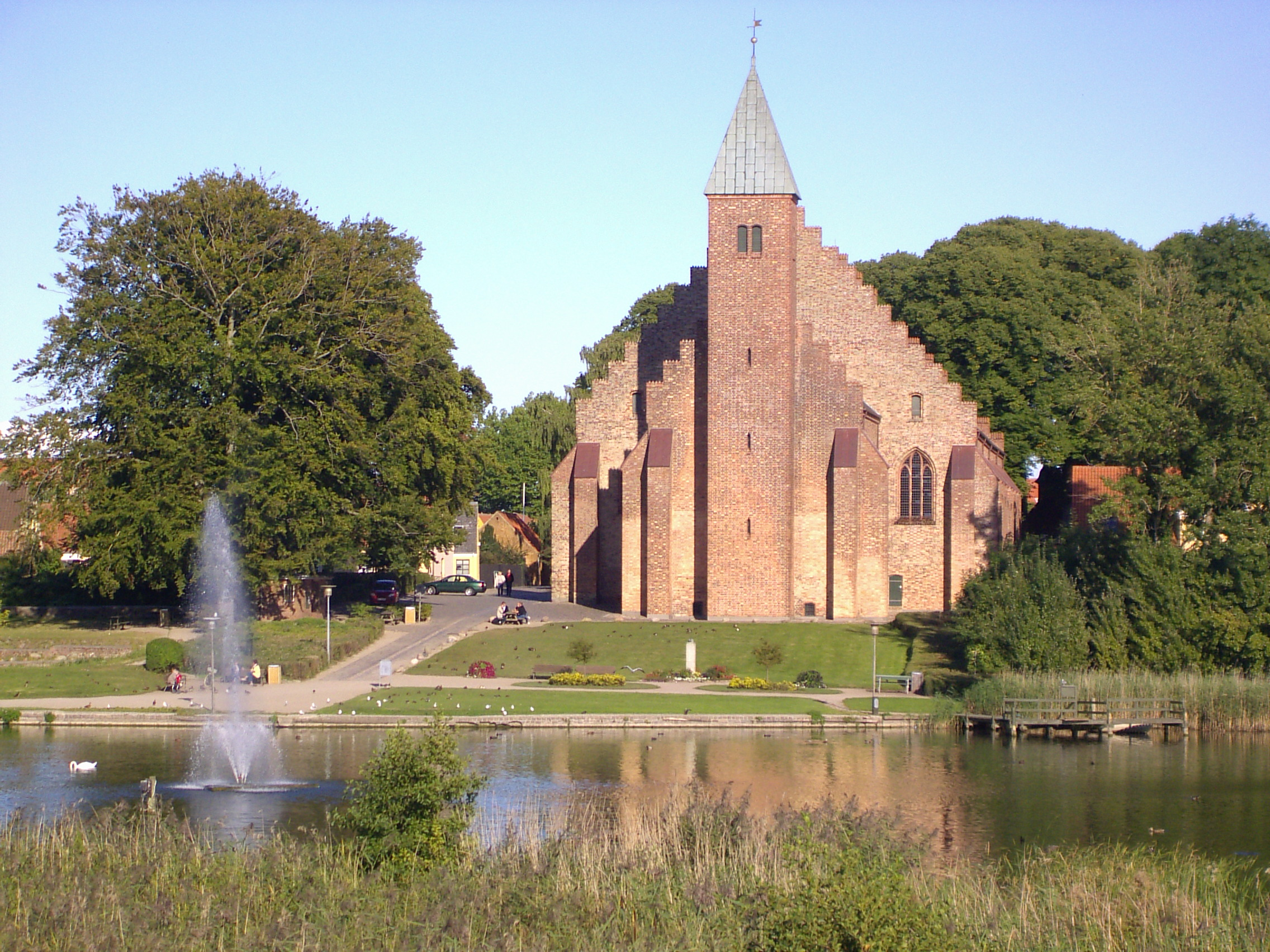
Maribo Domkirke

Seit 1. Januar 2007 gliedert es sich in folgende Propsteien:
- Maribo Domprovsti (Maribo Domkirke)
- Lolland Vestre Provsti (Westlolland)
- Lolland Østre Provsti (Ostlolland)
- Falster Provsti (Falster)

## Stiftsamtmand
- 1737–1763: Christian Frederik Raben (?)
- 1850–1885: Frederik Christian von Holsten
- 1885–1886: Iver Emil Hermann William Unsgaard
- 1890–1903: Conrad Alexander Fabritius de Tengnagel
- 1903–1912: Gustav Hakon Valdemar Feddersen
- 1912–19??: Waldemar Oxholm

## Bischöfe und Bischöfinnen
| - 1803–1805: Andreas Birch - 1805–1831: Peter Outzen Boisen - 1831–1842: Rasmus Møller - 1843–1845: Gerhard Peter Brammer - 1845–1848: Peter Christian Stenersen Gad - 1849–1854: Ditlev Gothard Monrad - 1854–1856: Jørgen Hjort Lautrup - 1856–1871: Severin Claudius Wilken Bindesbøll - 1871–1887: Ditlev Gothard Monrad - 1887–1899: Hans Valdemar Sthyr - 1899–1903: Henrik Christian von Leuenbach | - 1903–1907: Hans Sophus Sørensen - 1907–1923: Caspar Frederik Johansen Wegener - 1923–1942: John Ammundsen - 1942–1950: Niels Munk Plum - 1950–1964: Halfdan Høgsbro - 1964–1969: Haldor Hald - 1969–1996: Thorkild E. Græsholt - 1996–2005: Holger Jepsen - 2005–2017: Steen Skovsgaard - seit 201700: Marianne Gaarden |